# Почтовые марки России (1992)

Почтовые марки России (1992) — каталог знаков почтовой оплаты (марок, блоков, листов), введённых в обращение «Почтой России» в 1992 году.
В 1992 году Издательско-торговым центром «Марка» Министерства связи Российской Федерации были выпущены первые почтовые марки России, положившие начало истории новой российской филателии. Первый выпуск был посвящён Зимним Олимпийским играм 1992 года в Альбервиле.
Всего в этом году было выпущено 79 почтовых марок, 3 почтовых блока и 14 малых листов.

## Список коммеморативных марок
Порядок следования элементов в таблице соответствует номеру по каталогу марок России на официальном сайте издатцентра «Марка», в скобках приведены номера по каталогу «Михель».
| №                                                                                 | Изображение | Описание | Номинал                  | Дата       | Тираж                                                 | Художник            | П      |
| --------------------------------------------------------------------------------- | ----------- | --- | ------------------------ | ---------- | ----------------------------------------------------- | ------------------- | ------ |
| № 1 (Mi #220) (Mi #220KB) № 2 (Mi #221) (Mi #221KB) № 3 (Mi #222) (Mi #222KB)     |             | XVI зимние Олимпийские игры (Франция, Альбервиль, 8—24.02): - Лыжное двоеборье. - Фристайл. - Бобслей. | 0.14 1.00 2.00 руб.      | 10 января  | 2 500 000 250 000 2 300 000 250 000 2 300 000 250 000 | Арцименев Ю.        | [ 4 ]  |
| № 4 (Mi #223BL1)                                                                  |             | Охрана природы — актуальная тема филателии. | 3.50 руб.                | 22 января  | 700 000                                               | Тарасов А.          | [ 5 ]  |
| № 5 (Mi #224BL2)                                                                  |             | 750 лет Ледовому побоищу. | 0.50 руб.                | 20 января  | 900 000                                               | Яцкевич А.          | [ 6 ]  |
| № 8 (Mi #227)                                                                     |             | С праздником Победы! Фрагмент картины Н. Н. Баскакова «Победа», 1974 г. | 0.05 руб.                | 5 марта    | 2 100 000                                             | Толмачев А.         | [ 7 ]  |
| № 9 (Mi #228)                                                                     |             | Приокско-Террасный заповедник. | 0.50 руб.                | 12 марта   | 3 000 000                                             | Арцименев Ю.        | [ 8 ]  |
| № 10 (Mi #229)                                                                    |             | Совместный российско-германский космический полет (17—25.03). | 5.00 руб.                | 17 марта   | 2 000 000                                             | Левиновский Ю.      | [ 9 ]  |
| № 11 (Mi #230BL3)                                                                 |             | 500-летие открытия Америки. | 3.00 руб.                | 18 марта   | 900 000                                               | Левиновский Ю.      | [ 10 ] |
| № 15 (Mi #234) № 16 (Mi #235) № 17 (Mi #236) № 18 (Mi #237)                       |             | Герои литературных произведений: - Буратино. - Чиполлино. - Незнайка. - Карлсон. | 0.25 0.30 0.35 0.50 руб. | 22 апреля  | 2 800 000                                             | Илюхин Б.           | [ 11 ] |
| № 22 (Mi #241) № 23 (Mi #242) № 24 (Mi #243) № 25 (Mi #244) № 22—25 (Mi #241—244) |             | Освоение космического пространства. Международный год космоса. Совместный выпуск России и США: - Российский космонавт и космический корабль многоразового использования «Шаттл». - Американский космонавт, космический комплекс «Мир» и космический корабль многоразового использования «Буран». - Первый искусственный спутник Земли. Космические корабли «Восток-1» и «Аполлон». Посадка лунной кабины корабля на поверхность Луны. - Космические корабли: «Союз», «Меркурий» и «Джемини». | 25.00 руб.               | 29 мая     | 1 100 000                                             | Маккол Р. Бейлин В. | [ 12 ] |
| № 26 (Mi #245) (Mi #245KB) № 27 (Mi #246) (Mi #246KB) № 28 (Mi #247) (Mi #247KB)  |             | XXV летние Олимпийские игры «Барселона-92»: - Ручной мяч. - Фехтование. - Борьба дзюдо. | 1.00 2.00 3.00 руб.      | 5 июня     | 2 600 000 250 000 2 500 000 250 000 2 500 000 250 000 | Илюхин Б.           | [ 13 ] |
| № 29 (Mi #248) № 30 (Mi #249) № 31 (Mi #250) (Mi #250KB)                          |             | Географические открытия: - Л. А. Загоскин. Исследование Аляски: 1842—44. - Н. Н. Миклухо-Маклай. Исследование Новой Гвинеи: 1871—74. - Г. И. Лангсдорф. Экспедиция в Бразилию: 1822—28. | 0.55 0.70 1.00 руб.      | 23 июня    | 2 600 000 250 000                                     | Левиновский Ю.      | [ 14 ] |
| № 35 (Mi #254) № 36 (Mi #255) № 37 (Mi #256) № 35—37 (Mi #254—256KB)              |             | Утки: - Чирок-трескунок. - Красноголовый нырок. - Касатка. | 1.00 2.00 3.00 руб.      | 1 июля     | 3 700 000 3 300 000 3 100 000 300 000                 | Козлов И.           | [ 15 ] |
| № 38 (Mi #257) (Mi #257KB)                                                        |             | Древнее искусство: - Андрей Рублёв. «Спас». Икона Звенигородского чина. Рубеж XIV—XV вв. | 1.00 руб.                | 3 июля     | 2 300 000 250 000                                     | Комлев Г.           | [ 16 ] |
| № 39—40 (Mi #258—259) № 40 (Mi #259) № 39—40 (Mi #258—259) (Mi #258—259KB)        |             | 150-летие со дня рождения В. В. Верещагина (1842—1904): - «Мавзолей Тадж-Махал в Агре». - «Не замай — дай подойти!». | 1.50 руб.                | 3 июля     | 2 000 000                                             | Мартынов И.         | [ 17 ] |
| № 44 (Mi #263) (Mi #263KB) № 45 (Mi #264) (Mi #264KB) № 46 (Mi #265) (Mi #265KB)  |             | Соборы Московского Кремля: - Успенский собор. - Благовещенский собор. - Архангельский собор. | 1.00 руб.                | 3 сентября | 2 200 000 200 000                                     | Слонов М.           | [ 18 ] |
| № 50 (Mi #269) № 51 (Mi #270) № 52 (Mi #271) № 53 (Mi #272) № 50—53 (Mi #269—272) |             | Русский балет. П. И. Чайковский (1840—1893). «Щелкунчик» (1892): - Сцена из балета «Щелкунчик». - Русские куклы-щелкуны. - Немецкие куклы-щелкуны. - Сцена из балета «Щелкунчик». | 25.00 10.00 25.00 руб.   | 4 ноября   | 600 000                                               | Арцименев Ю.        | [ 19 ] |
| № 54 (Mi #273) № 55 (Mi #274) № 56 (Mi #275) № 57 (Mi #276) № 54—57 (Mi #273—276) |             | Русские иконы. Совместный выпуск России и Швеции: - «Иоахим и Анна». Ярославская школа, XVII в., Фонд Национальной галереи, Стокгольм. - Донская икона Божией Матери. Феофан Грек, 1370—1380 гг., Государственная Третьяковская галерея. - Архангел Гавриил («Ангел Златые власы»). Новгородская школа, XII—XIII вв., Государственный Русский музей. - «Святой Николай». Первая половина XVI в., Фонд Национальной галереи, Стокгольм.                                                       | 10.00 руб.               | 27 ноября  | 1 800 000                                             | Голубятникова Е.    | [ 20 ] |
| № 58 (Mi #277) (Mi #277KB)                                                        |             | С Новым, 1993 годом! | 0.50 руб.                | 2 декабря  | 3 300 000 250 000                                     | Охотина Н.          | [ 21 ] |
| № 63 (Mi #282)                                                                    |             | Монумент в честь 500-летия открытия Х. Колумбом Америки. | 15.00 руб.               | 29 декабря | 1 500 000                                             | Ветцо Н.            | [ 22 ] |

## Первый выпуск стандартных марок
Порядок следования элементов в таблице соответствует номеру по каталогу марок России на официальном сайте издатцентра «Марка», в скобках приведены номера по каталогу «Михель».
| №                                                                        | Изображение | Описание | Номинал                  | Дата                      | Тираж                         | Художник               | П                    |
| ------------------------------------------------------------------------ | ----------- | --- | ------------------------ | ------------------------- | ----------------------------- | ---------------------- | -------------------- |
| № 6 (Mi #225v) № 7 (Mi #226v)                                            |             | Первый выпуск стандартных почтовых марок Российской Федерации: - Георгий Победоносец. - Памятник «Тысячелетие России» в Новгороде. | 0.20 0.30 руб.           | 26 февраля                | 2 500 000                     | Коваль В.              | [ 23 ]               |
| № 6A (Mi #225w) № 7A (Mi #226w)                                          |             | Первый выпуск стандартных почтовых марок Российской Федерации: - Георгий Победоносец. - Памятник «Тысячелетие России» в Новгороде. | 0.20 0.30 руб.           | 26 февраля                | 2 500 000                     | Коваль В.              | [ 24 ]               |
| № 12 (Mi #231v) № 13 (Mi #232v) № 14 (Mi #233v)                          |             | Первый выпуск стандартных почтовых марок Российской Федерации: - Золотые ворота во Владимире. - Памятник К. Минину и Д. Пожарскому в Москве. - Покровский собор в Москве. | 0.10 0.60 2.00 руб.      | 20 апреля                 | 2 500 000                     | Коваль В.              | [ 25 ]               |
| № 12А (Mi #231w) № 13А (Mi #232w) № 14А (Mi #233w)                       |             | Первый выпуск стандартных почтовых марок Российской Федерации: - Золотые ворота во Владимире. - Памятник К. Минину и Д. Пожарскому в Москве. - Покровский собор в Москве. | 0.10 0.60 2.00 руб.      | 5 июня 10 июля 18 августа | массовый                      | Коваль В.              | [ 26 ] [ 27 ] [ 28 ] |
| № 19 (Mi #238v) № 20 (Mi #239v) № 21 (Mi #240v)                          |             | Первый выпуск стандартных почтовых марок Российской Федерации: - Исаакиевский собор в Санкт-Петербурге. - Памятник Ю. Долгорукому в Москве. - Московский Кремль. | 10.00 25.00 100.00 руб.  | 26 мая                    | 3 000 000                     | Коваль В. Арцименев Ю. | [ 29 ]               |
| № 19А (Mi #238w) № 20А (Mi #239w) № 21А (Mi #240w)                       |             | Первый выпуск стандартных почтовых марок Российской Федерации: - Исаакиевский собор в Санкт-Петербурге. - Памятник Ю. Долгорукому в Москве. - Московский Кремль. | 10.00 25.00 100.00 руб.  | 10 июня 25 декабря        | массовый                      | Коваль В. Арцименев Ю. | [ 30 ] [ 31 ]        |
| № 32 (Mi #251v) № 33 (Mi #252v) № 34 (Mi #253v)                          |             | Первый выпуск стандартных почтовых марок Российской Федерации: - Архитектурный ансамбль «Кижи» в Карелии. - Памятник Петру I (1768—1778) в Санкт-Петербурге. - Дом дружбы с народами зарубежных стран в Москве.                                                                          | 1.00 1.50 5.00 руб.      | 25 июня                   | 3 000 000                     | Коваль В. Арцименев Ю. | [ 32 ]               |
| № 32А (Mi #251w) № 33А (Mi #252w) № 34А (Mi #253w)                       |             | Первый выпуск стандартных почтовых марок Российской Федерации: - Архитектурный ансамбль «Кижи» в Карелии. - Памятник Петру I (1768—1778) в Санкт-Петербурге. - Дом дружбы с народами зарубежных стран в Москве.                                                                          | 1.00 1.50 5.00 руб.      | 24 июля                   | массовый                      | Коваль В. Арцименев Ю. | [ 33 ] [ 34 ]        |
| № 41 (Mi #260) № 42 (Mi #261v) № 43 (Mi #262v)                           |             | Первый выпуск стандартных почтовых марок Российской Федерации: - Триумфальная арка в Москве. - Георгий Победоносец. - Памятник «Тысячелетие России» в Новгороде. | 0.55 0.50 0.80 руб.      | 11 августа                | 2 500 000 3 000 000           | Коваль В.              | [ 35 ]               |
| № 42А (Mi #261w) № 43А (Mi #262w)                                        |             | Первый выпуск стандартных почтовых марок Российской Федерации: - Георгий Победоносец. - Памятник «Тысячелетие России» в Новгороде. | 0.50 0.80 руб.           | 6 ноября                  | массовый                      | Коваль В.              | [ 36 ]               |
| № 47 (Mi #266IAv) № 48 (Mi #267IAv) № 49 (Mi #268IAv)                    |             | Первый выпуск стандартных почтовых марок Российской Федерации: - Псковский Кремль. - Триумфальная арка в Москве. - Третьяковская галерея в Москве. | 0.15 0.25 3.00 руб.      | 10 сентября               | 3 000 000                     | Коваль В. Арцименев Ю. | [ 37 ]               |
| № 47А (Mi #266IAw) № 48А (Mi #267IAw) № 49А (Mi #268IAw)                 |             | Первый выпуск стандартных почтовых марок Российской Федерации: - Псковский Кремль. - Триумфальная арка в Москве. - Третьяковская галерея в Москве. | 0.15 0.25 3.00 руб.      | 30 октября 6 ноября       | массовый                      | Коваль В. Арцименев Ю. | [ 38 ] [ 39 ]        |
| № 59 (Mi #278IAv) № 60 (Mi #279aIAv) № 61 (Mi #280IAv) № 62 (Mi #281IAv) |             | Первый выпуск стандартных почтовых марок Российской Федерации: - Скульптура «Укрощение коня» в Санкт-Петербурге. - Ростовский кремль в Ярославской области. - Церковь Покрова на Нерли во Владимирской области. - Здание Московского государственного университета им. М. В. Ломоносова. | 50.00 250.00 500.00 руб. | 25 декабря                | 3 000 000 2 000 000 1 000 000 | Арцименев Ю.           | [ 40 ]               |

## Комментарии
1. ↑  Ниже приведён перечень коммеморативных марок (с возможностью сортировки по номиналу, тиражу и дате введения в обращение).
2. ↑  Ниже приведён перечень стандартных марок (с возможностью сортировки по номиналу, тиражу и дате введения в обращение).